# Henry King
Henry King (Christiansburg, 24 de enero de 1886 - Toluca Lake, 29 de junio de 1982) fue un director de cine estadounidense. Afamado ya en la época del cine mudo, logró adecuarse muy bien al sonoro (y al color), convirtiéndose en un director de referencia.

## Trayectoria
Antes de dedicarse al mundo de la dirección, King trabajó como actor en diferentes repertorios teatrales e incluso debutó en el cine en 1912. Se puso detrás de la cámara por primera vez en 1915, y llegó a convertirse en uno de los directores más afamados y rentables del Hollywood de las décadas de 1920 y 1930. 
La transición al sonoro, pese a su formación silenciosa, le espoleó: el relato quedaría mejor redondeado y la acción resultaría más interesante y compleja. Empezó ya a probarlo con Ella se va a la guerra (1929), y pensó que rodar en exteriores sería beneficioso.
En los años treinta, fue conocido por La feria de la vida (1933), de tema rural. Siguió trabajando en la nueva 20th Century-Fox, con planteamientos temáticos variados: Chicago (1938), sobre el incendio de esa ciudad; las aventuras de Livingstone, en El explorador perdido (1939); y un film excelente de oeste y aventuras como Tierra de audaces (1939), quizá el mejor trabajo sobre "Jesse James" (con Tyrone Power y Henry Fonda).
En los cuarenta hizo Un americano en la RAF, El cisne negro, El príncipe de los zorros, así como La canción de Bernadette. Durante la Segunda Guerra Mundial, fue oficial en una base patrullera de control de (Texas). Y luego realizó la psicológicamente compleja Almas en la hoguera, de 1949, en blanco y negro, con Gregory Peck como el atormentado jefe de un grupo de la aviación de combate en dicha Guerra. 
King fue nominado en dos ocasiones a los Oscar por el mejor dirección pero no logró ganarlos en ninguna de ellas, aunque fuese uno de los fundadores de la Academia de Artes y Ciencias Cinematográficas. En 1944, ganó el Globo de Oro a la mejor dirección por La canción de Bernadette (The Song of Bernadette), basado en una novela homónima del escritor austriaco Franz Werfel.
En 1962, todavía dirigió Suave es la noche sobre la novela homónima de Francis Scott Fitzgerald. Murió con cerca de cien años en 1982.

## Filmografía
Época muda
- 1920 — One Hour Before Dawn
- 1922 — The Seventh Day
- 1923 — La hermana blanca (The White Sister)
- 1924 — Rómula (Romola)
- 1925 — Y supo ser madre (Stella Dallas)
- 1926 — Partners Again
- 1926 — Flor del desierto (The Winning of Barbara Worth)
- 1927 — La llama mágica (The Magic Flame)
- 1928 — La mujer disputada (The Woman Disputed) (junto con Sam Taylor)
- 1929 — Ella se va a la guerra (She Goes to War)

Época sonora
- 1930 — Los ojos del mundo (The Eyes of the World)
- 1930 — El puerto infernal  (Hell Harbor)
- 1931 — Marianita (Merely Mary Ann)
- 1931 — Honrarás a tu madre (Over the Hill)
- 1932 — La dama del 13 (The Woman in Room 13)
- 1932 — Te quise ayer (I Loved You Wednesday)
- 1933 — La feria de la vida (State Fair)
- 1934 — Carolina (Carolina)
- 1934 — María Galante (Marie Galante)
- 1935 — Otra primavera (One More Spring)
- 1935 — A través de la tormenta (Way Down East)
- 1936 — Cinco cunitas (The Country Doctor)
- 1936 — Ramona (Ramona)
- 1936 — Lloyd de Londres (Lloyd's of London)
- 1937 — El séptimo cielo (Seventh Heaven)
- 1937 — Chicago (In Old Chicago)
- 1938 — Alexander's Ragtime Band
- 1939 — Tierra de audaces (Jesse James)
- 1939 — El explorador perdido (Stanley and Livingstone)
- 1940 — El despertar de una ciudad (Little Old New York)
- 1940 — Recuerda aquel día (Remember the day)
- 1941 — Un americano en la R.A.F. (A Yank in the R.A.F.)
- 1942 — El cisne negro (The Black Swan)
- 1943 — La canción de Bernadette (The Song of Bernadette)
- 1944 — Wilson (Wilson)
- 1945 — La campana de la libertad (A Bell for Adano)
- 1946 — Cómo le conocí (Margie)
- 1947 — El capitán de Castilla (Captain from Castile)
- 1949 — El príncipe de los zorros (Prince of Foxes)
- 1949 — Almas en la hoguera (12 O'Clock High)
- 1950 — El pistolero (The Gunfighter)
- 1951 — Cuatro páginas de la vida (O. Henry's full house) (junto a Henry Hathaway, Jean Negulesco, Henry Koster y Howard Hawks)
- 1951 — David y Betsabé (David and Bathsheba)
- 1951 — Escalaré la montaña más alta (I'd Climb the Highest Mountain)
- 1952 — Las nieves del Kilimanjaro (The Snows of Kilimanjaro)
- 1953 — El capitán King (King of the Khyber Rifles)
- 1955 — La colina del adiós (Love Is a Many-Splendored Thing)
- 1955 — Caravana hacia el sur (Untamed)
- 1956 — Fiesta (The Sun Also Rises)
- 1958 — El vengador sin piedad (The Bravados)
- 1959 — Días sin vida (Beloved Infidel)
- 1959 — Esta tierra es mía (The earth is mine)
- 1962 — Suave es la noche (Tender Is the Night)

## Premios
Premios Óscar
| Año  | Categoría      | Película                 | Resultado |
| ---- | -------------- | ------------------------ | --------- |
| 1944 | Mejor director | La canción de Bernadette | Nominado  |
| 1945 | Mejor director | Wilson                   | Nominado  |

Premios Globos de Oro:
| Año  | Categoría      | Película                 | Resultado |
| ---- | -------------- | ------------------------ | --------- |
| 1944 | Mejor director | La canción de Bernadette | Ganador   |